# Mar de Bohol
El mar de Bohol, también llamado mar de Mindanao, es uno de los mares interiores del archipiélago filipino, un pequeño mar que generalmente se considera parte del mar de Filipinas (y a su vez parte del océano Pacífico), ubicado entre el archipiélago de las islas Bisayas y la isla de Mindanao. Administrativamente, sus aguas y costas pertenecen a Filipinas.

## Geografía
Se encuentra al sur de las islas Negros, Cebú, Bohol y Leyte; al oeste de la isla de Dinagat y al norte de la isla de Mindanao. Siquijor y Camiguín son las dos principales islas de este mar. El mar de Bohol está unido: al mar de las Filipinas, al este, a través del estrecho de Surigao; al mar de Camotes, al norte, a través del canal de Canigao y del estrecho de Cebú; y al mar de Sulu, al oeste, a través del estrecho entre la isla de Negros y la península de Zamboanga.
Las principales ciudades a orillas de este mar son la ciudad de Cagayán de Oro (553 966 hab. en 2007), Iligan, Butuan (298 378 hab.), Dumaguete (116 392 hab.), Ozámiz (123 137 hab.) y Tagbilaran (92 297 hab.).

## Buceo
El mar de Bohol es un popular destino para la práctica del buceo, con una gran variedad de lugares de buceo de primera clase, barcos de alquiler de buceo y hoteles que atienden a los buzos. Alrededor de la zona de Tagbilaran y la isla Balicasag hay numerosos buceos de pared, que van desde los 30 hasta los 100 pies. La temperatura del agua es muy caliente.
La vida marina es abundante e incluye atracciones como el pez payaso, pez escorpión, barracudas, delfines, grandes formaciones de coral, y otros animales marinos tropicales comunes.